# Eupithecia taracapa
Eupithecia taracapa är en fjärilsart som beskrevs av Frederick H. Rindge 1987. Eupithecia taracapa ingår i släktet Eupithecia och familjen mätare. Inga underarter finns listade i Catalogue of Life.